# لورانس تشنغ
لورانس تشنغ (بالصينية: 鄭丹瑞) هو كاتب سيناريو ومنتج أفلام ومخرج وممثل صيني، ولد في 27 نوفمبر 1954.

## وصلات خارجية
- لورانس تشنغ على موقع IMDb (الإنجليزية)
- لورانس تشنغ على موقع ألو سيني (الفرنسية)
- لورانس تشنغ على موقع ميوزك برينز (الإنجليزية)
- لورانس تشنغ على موقع أول موفي (الإنجليزية)
- لورانس تشنغ على موقع قاعدة بيانات الفيلم (الإنجليزية)
- لورانس تشنغ على موقع كينوبويسك (الروسية)